# バルト連邦大学

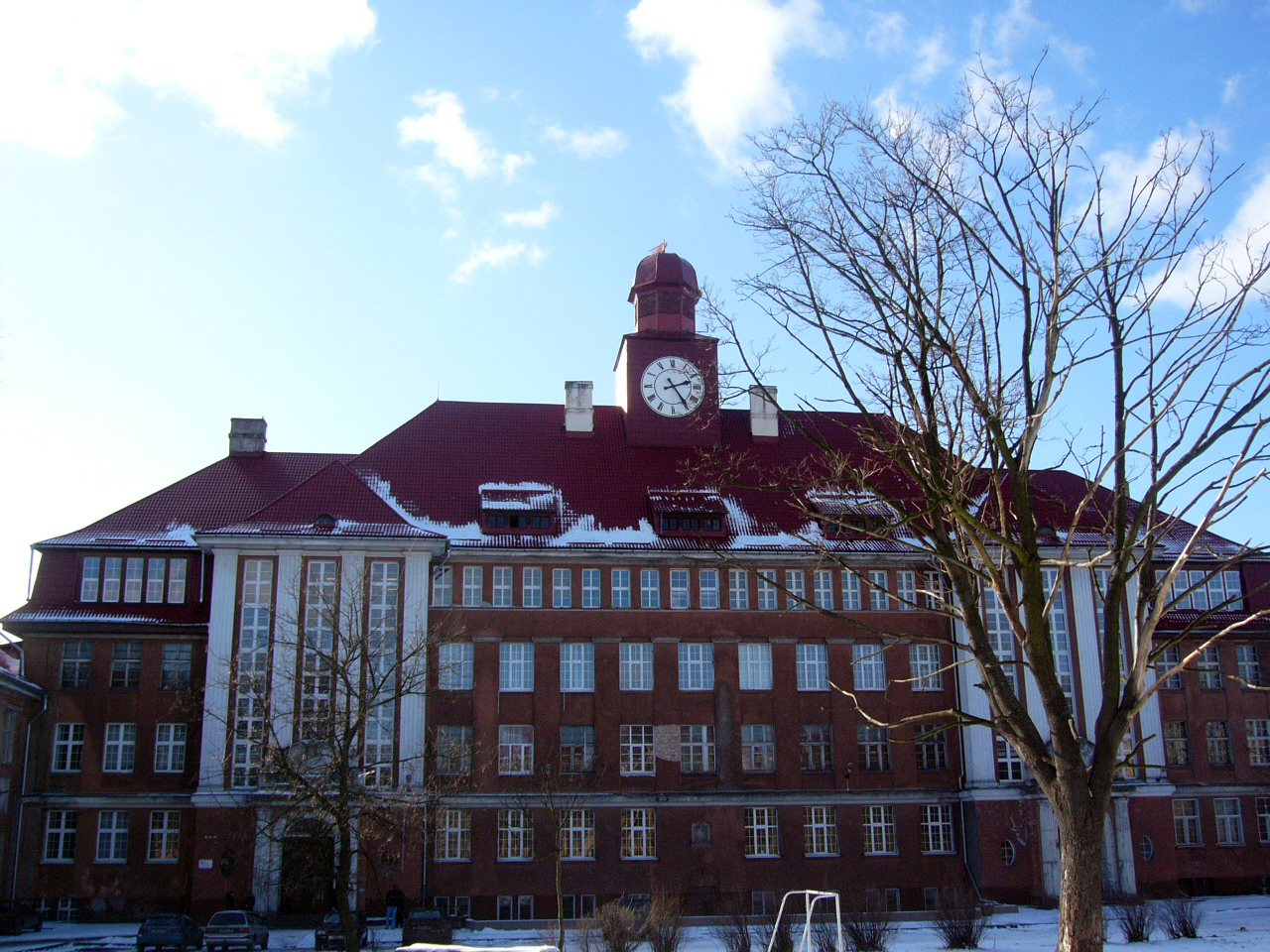
バルト連邦大学歴史・経済学部建物

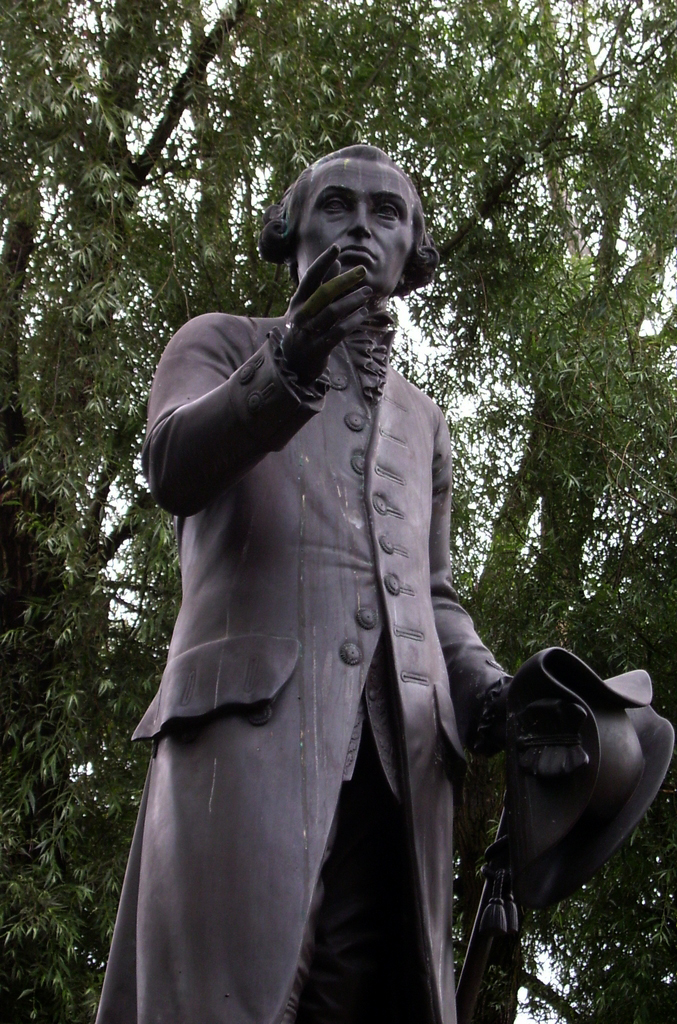
バルト連邦大学付近のイマヌエル・カントの像

イマヌエル・カント記念バルト連邦大学（イマヌエル・カントきねんバルトれんぽうだいかく、ロシア語: Балтийский федеральный университет имени Иммануила Канта、略称：ロシア語: БФУベーエフウー；Immanuel Kant Baltic Federal University）は、バルト海に面して、第二次世界大戦後はロシアに所属するカリーニングラードにある連邦大学である。

## 概要
バルト連邦大学は、もともとカリーニングラードが東プロイセンのケーニヒスベルクと呼ばれた所にあったアルベルトゥス大学ケーニヒスベルクで、プロイセン公アルブレヒトによって1544年に第2校目のプロテスタントアカデミー(マールブルク大学のあと)として創立されて、通称、ケーニヒスベルク大学と呼ばれた。
第二次世界大戦後、カリーニングラードはロシアに所属することになり、1967–2005年にはカリーニングラード国立大学と呼ばれた。
2005年のケ－ニヒスベルグの設立750年の際に、ウラジーミル・プーチン大統領とゲアハルト・シュレーダー首相がイマヌエル・カントの名を取って、イマヌエル・カント記念ロシア国立大学とする発表を行った。同年、自然科学および人文科学の12学部があり、学部・大学院の教授陣は580名、生徒数は12,800人で、ドイツ伝統の教育方式も尊重されている。
2010-2011に連邦大学となり、イマヌエル・カント記念バルト連邦大学と呼ばれるようになった。ロシアの大学の研究レベルを世界並みに上げる目的の5-100プロジェクトには、連邦大学で、ウラル連邦大学、シベリア連邦大学と共にも指定されている。

## 参照項目
- 連邦大学 (ロシア)